# Atelopus carauta
Espèce
Statut de conservation UICN

 DD  : Données insuffisantes
Atelopus carauta est une espèce d'amphibiens de la famille des Bufonidae.

## Répartition
Cette espèce est endémique du département d'Antioquia dans le nord-ouest de la Colombie. Elle se rencontre entre 1 300 et 1 790 m d'altitude sur le versant Ouest de la cordillère Occidentale.

## Publication originale
- Ruiz-Carranza & Hernández-Camacho, 1978 : Una nueva especie colombiana de Atelopus (Amphibia: Bufonidae). Caldasia, vol. 12, no 57, p. 181-197 (texte intégral).